# Свети Архангел Михаил (Логодаж)
Вижте пояснителната страница за други значения на Свети Архангел Михаил.
„Свети Архангел Михаил“ е българска възрожденска църква в горноджумайското село Логодаж, България, част от Неврокопската епархия на Българската православна църква. Църквата е построена в 1860 година. Обявена е за паметник на културата с национално значение.

## Архитектура
Построена е в 1860 година. В архитектурно отношение представлява малка каменна еднокорабна сграда с една полуцилиндрична апсида на изток, женска църква на запад и открит трем на юг и запад. Има два входа – от юг и запад. Осветлението се осигурява от седем прозореца по северната и южната стена и два в олтара.

## Интериор
Интериорното оформление е оригинално. Иконостасът е дървен, резбован с груба резба по венчилката и царските двери и изписан, като иконите са на три реда. Царската на Свети Николай е от 1862 година. Малките икони са дело на банския зограф Михалко Голев. В 1896 – 1898 година Голев изписва със стенописи вътрешите стени и външната запада и южна фасада, като сцените му са свободно разположени и имат оригинални сюжети. В олтара традиционно са „Света Богородица Ширшая небес“ и „Великите отци“, а в проскомидията – „Христос в гроба“ и „Умиването на нозете“. На южната и северната стена в две зони са светци в цял ръст и сцени от Апокалипсиса, а на западната фасада е рядката сцена „Христос убива Антихриста“. Сцените на Голев имат нравствено-поучителен характер и се отличават с наивност, липса на анатомични познания за рисунката, реализъм в детайлите.